# Ploeger Machines

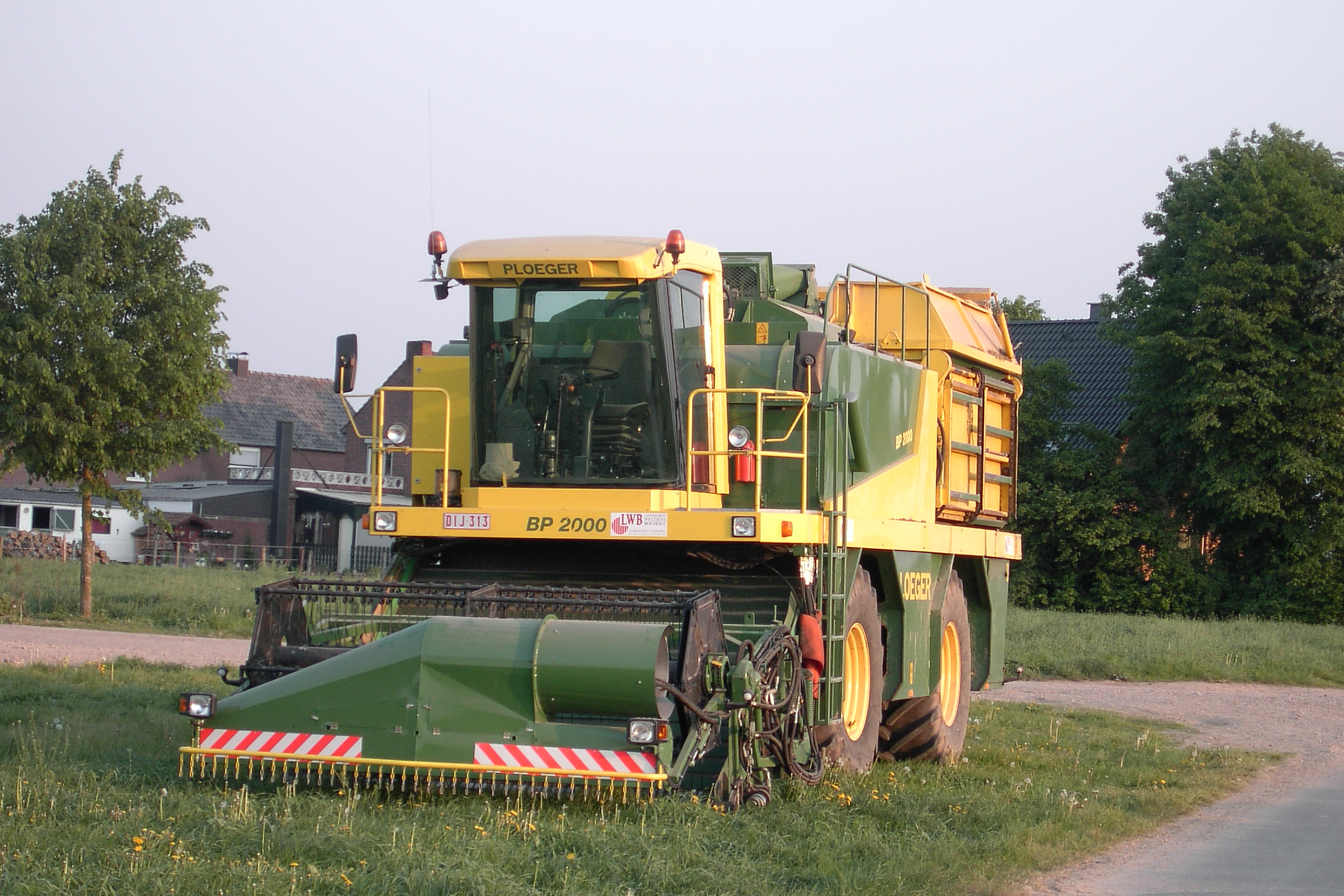
Gemüsevollernter

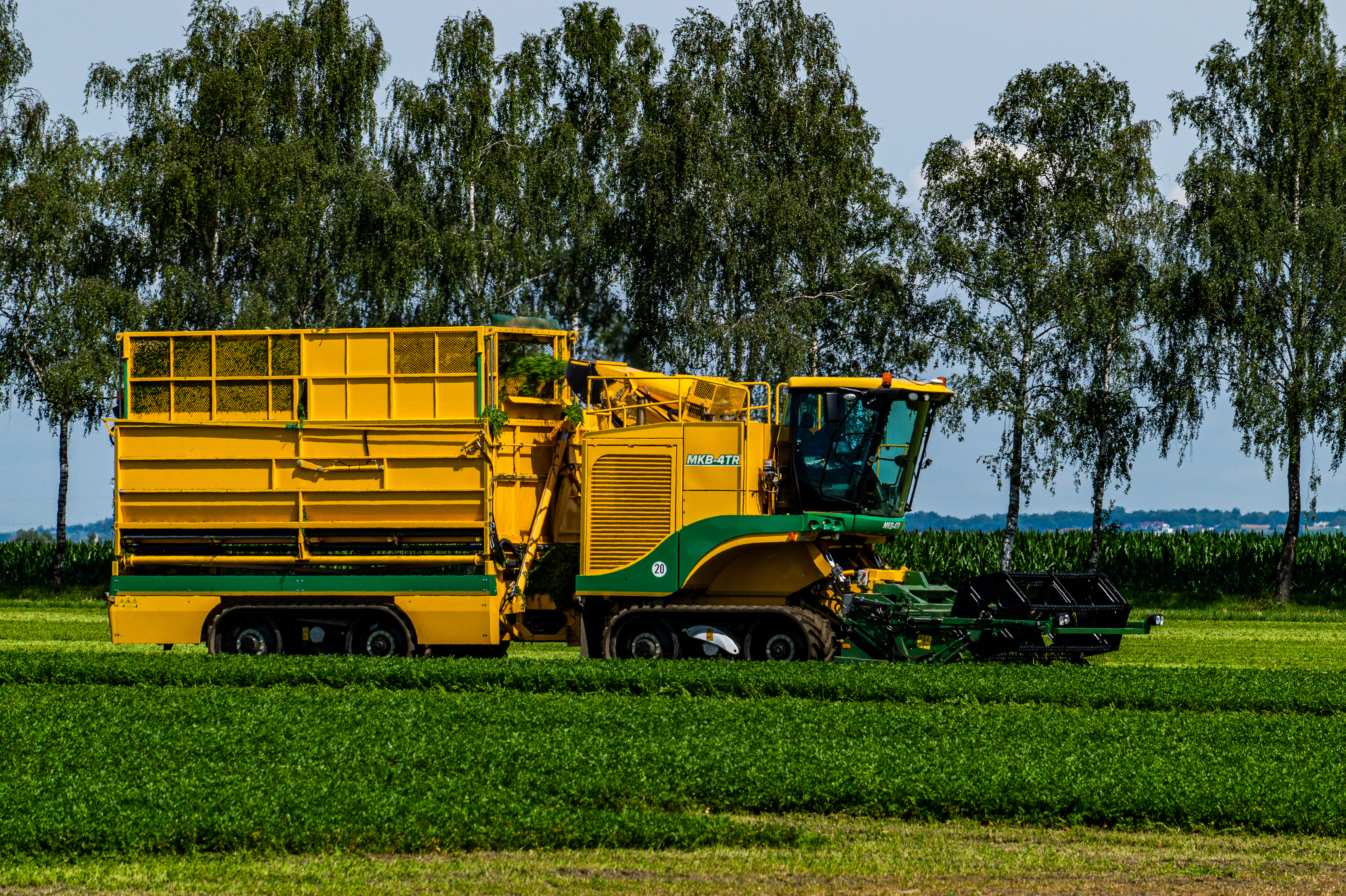
Ploeger MKB-4TR bei der Ernte von Petersilie

Ploeger Machines BV ist ein niederländischer Hersteller von Landmaschinen. Ende der 1950er Jahre wurde das Unternehmen gegründet und hat sich auf Gemüsevollerntemaschinen spezialisiert. 
1982 entwickelte man die erste Erbsenerntemaschine, das Modell 3600. 1984 wurde ein selbstfahrender Spinatvollernter entwickelt. 2002 wurde neben der Entwicklung einer neuen Bohnenpflückmaschine die englische Firma FMC Fakenham übernommen. 2004 entwickelte man einen selbstfahrenden Kartoffelvollernter mit vier Reihen. 2011 fusionierte Ploeger mit Oxbo International zur Ploeger Oxbo Group. 2022 wurde beschlossen, alle angeschlossenen Firmen (Ploeger, OXBO, Bourgoin und FMC) ab 2023 unter dem gemeinsamen Markennamen OXBO zu vermarkten, um eine internationale Vereinheitlichung der globalen Identität zu schaffen.
Ploeger hat Fabriken in Oud Gastel und in Roosendaal. Man sieht sich als internationaler Marktführer in diesem Nischenmarktsegment.